# Бирон, Пётр Карлович
Принц Пётр Карлович Бирон (нем. Peter Aleksy von Biron, 20 февраля 1781 — 29 апреля 1809) — камергер, штаб-ротмистр; внук фаворита императрицы Анны Иоанновны и племянник последнего герцога Курляндского Петра Бирона.

## Биография
Младший сын генерал-майора принца Карла Бирона (1728—1801) от брака его с польской княжной Аполлонией Понинской (1760—1800) родился 20 февраля (3 марта) 1781 года. Получил хорошее домашнее образование; в совершенстве знал английский, французский, немецкий, польский и русский языки; изучал фортификацию и историю.
Был определён 22 ноября 1796 года корнетом в лейб-гвардии Конный полк, а в январе 1797 года вместе с другими офицерами переведён в  Кавалергадские эскадроны, после расформирования которых 8 ноября 1797 года возвращён обратно в Конную гвардию; 7 июня 1799 года пожалован в поручики, а 28 ноября 1800 года вышел в отставку.
13 октября 1801 года он «был уволен в отпуск за границу по болезни на семь месяцев», по истечении срока император разрешил принцу оставаться за границей столько время, сколько будет необходимо для полного излечения.
22 июня 1804 года из камер-юнкеров он был пожалован в действительные камергеры; 7 сентября 1805 года поступил в Кавалергадский полк штаб-ротмистром. Сопровождал Александра I в Пулавы; 16 сентября 1805 года командирован в десантный корпус графа П. А. Толстого.
В феврале — августе 1807 года участвовал в кампании в составе лейб-эскадрона. 28 ноября 1807 года по болезни («имея переломанную ногу, страдает во время дурной погоды сильной ломотой») был уволен от военной службы в звании камергера.
Умер холостым 29 апреля (11 мая) 1809 года.